# Pe Lanza
Pedro Gabriel Lanza Reis, mais conhecido pelo nome artístico Pe Lanza (também estilizado como PELANZA; São Paulo, 14 de abril de 1992), é um cantor, compositor e músico brasileiro.

## Biografia e carreira

### Início de vida
Lanza, natural de São Paulo, aos dez meses, perdeu seu irmão, Marco, vítima de atropelamento. Sendo assim, cresceu com a irmã e desde cedo tornou-se fã de Guns N' Roses – em especial, do vocalista Axl Rose, inspiração de Pedro para manter o corte de cabelo longo durante sua adolescência.
O cantor, também na juventude, tentou seguir carreira no futebol, porém não passou nos testes devido ao porte físico. Ainda criança, descobriu seu gosto por música quando cantava Guns N' Roses e Bon Jovi para sua família no karaokê.

### 2008–13 e 2023:Restart

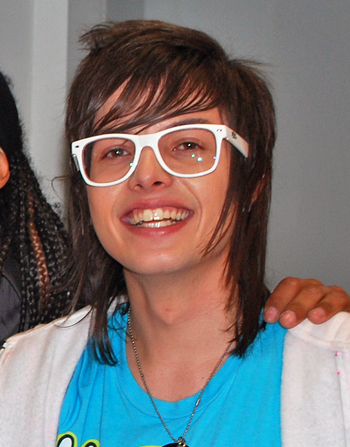
Pe Lanza em 2009.

Lanza iniciou sua carreira em 2008 ao formar, com os amigos Pe Lu, Koba e Thomas, a banda Restart. O grupo esteve em atividade de 2008 a 2013, quando os integrantes iniciaram suas carreiras individuais. 
Pedro e os outros três integrantes se reuniram novamente em 2023 para o projeto "Restart - A Despedida". Em 11 de novembro de 2023, fizeram a apresentação "Pra Você Lembrar", na cidade de Porto Alegre, Rio Grande do Sul.

### 2020–presente: Carreira solo

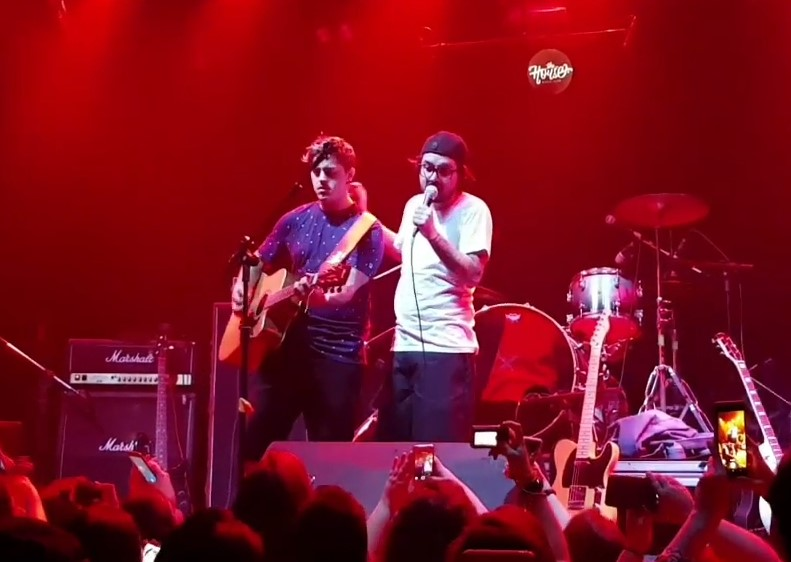
Pe Lanza ao lado de Thomas Machado em 2019.

Pe Lanza deu início à sua carreira solo em 2020, ao lançar o single "To Vivão", em parceria com o ex-baterista do Restart Thomas Machado. Antes desse lançamento, Lanza já gravava covers e havia feito um pocket show pela Argentina, além dos lançamentos "Por Telefone" e "Quando a Saudade Apertar", ambos de 2017, além de também ter lançado "Fica Mais um Pouco" em 2015. Em 2021, lançou "Deixa Estar". No mesmo ano, houve o lançamento de "Saudade". Ainda em 2021, foi lançado o single "Nosso Lance".

## Vida pessoal
Em meados de 2010, durante uma viagem para o Rio de Janeiro, Pe conheceu Anne Duarte – à época, fã do Restart –, e iniciaram um relacionamento. Lanza e Duarte terminaram a relação e estiveram distantes entre 2011 e 2018, porém se reconciliaram. Pe Lanza e Anne se casaram em 2023. Antes, Pe Lanza manteve relacionamento com a atriz Giovanna Lancellotti entre 2010 – quando foi assumido publicamente – e 2011.

## Prêmios e indicações

### Capricho Awards
| Ano  | Nomeação | Categoria              | Resultado | Ref    |
| ---- | -------- | ---------------------- | --------- | ------ |
| 2010 | Pe Lanza | Melhor Cantor Nacional | Venceu    | [ 16 ] |
| 2011 | Pe Lanza | Melhor Cantor          | Indicado  | [ 17 ] |

### Meus Prêmios Nick
| Ano  | Nomeação | Categoria       | Resultado | Ref    |
| ---- | -------- | --------------- | --------- | ------ |
| 2011 | Pe Lanza | Cantor Favorito | Indicado  | [ 18 ] |

### Prêmios Multishow
| Ano  | Nomeação | Categoria     | Resultado | Ref    |
| ---- | -------- | ------------- | --------- | ------ |
| 2011 | Pe Lanza | Melhor Cantor | Indicado  | [ 19 ] |

## Discografia

### Em carreira solo

#### Singles
| Ano  | Single                            | Álbum                        | Ref.   |
| ---- | --------------------------------- | ---------------------------- | ------ |
| 2015 | "Fica Mais um Pouco"              | Não associado a nenhum álbum | [ 11 ] |
| 2017 | "Quando a Saudade Apertar"        | Não associado a nenhum álbum | [ 10 ] |
| 2017 | "Por Telefone"                    | Não associado a nenhum álbum | [ 9 ]  |
| 2020 | "To Vivão" (part. Thomas Machado) | Não associado a nenhum álbum | [ 8 ]  |
| 2021 | "Deixa Estar"                     | Não associado a nenhum álbum | [ 12 ] |
| 2021 | "Saudade"                         | Não associado a nenhum álbum | [ 13 ] |
| 2021 | "Nosso Lance"                     | Não associado a nenhum álbum | [ 14 ] |